# Hymenophyllum compactum
Hymenophyllum compactum är en hinnbräkenväxtart som beskrevs av Roland Napoléon Bonaparte. Hymenophyllum compactum ingår i släktet Hymenophyllum och familjen Hymenophyllaceae. Inga underarter finns listade.